# Fulla

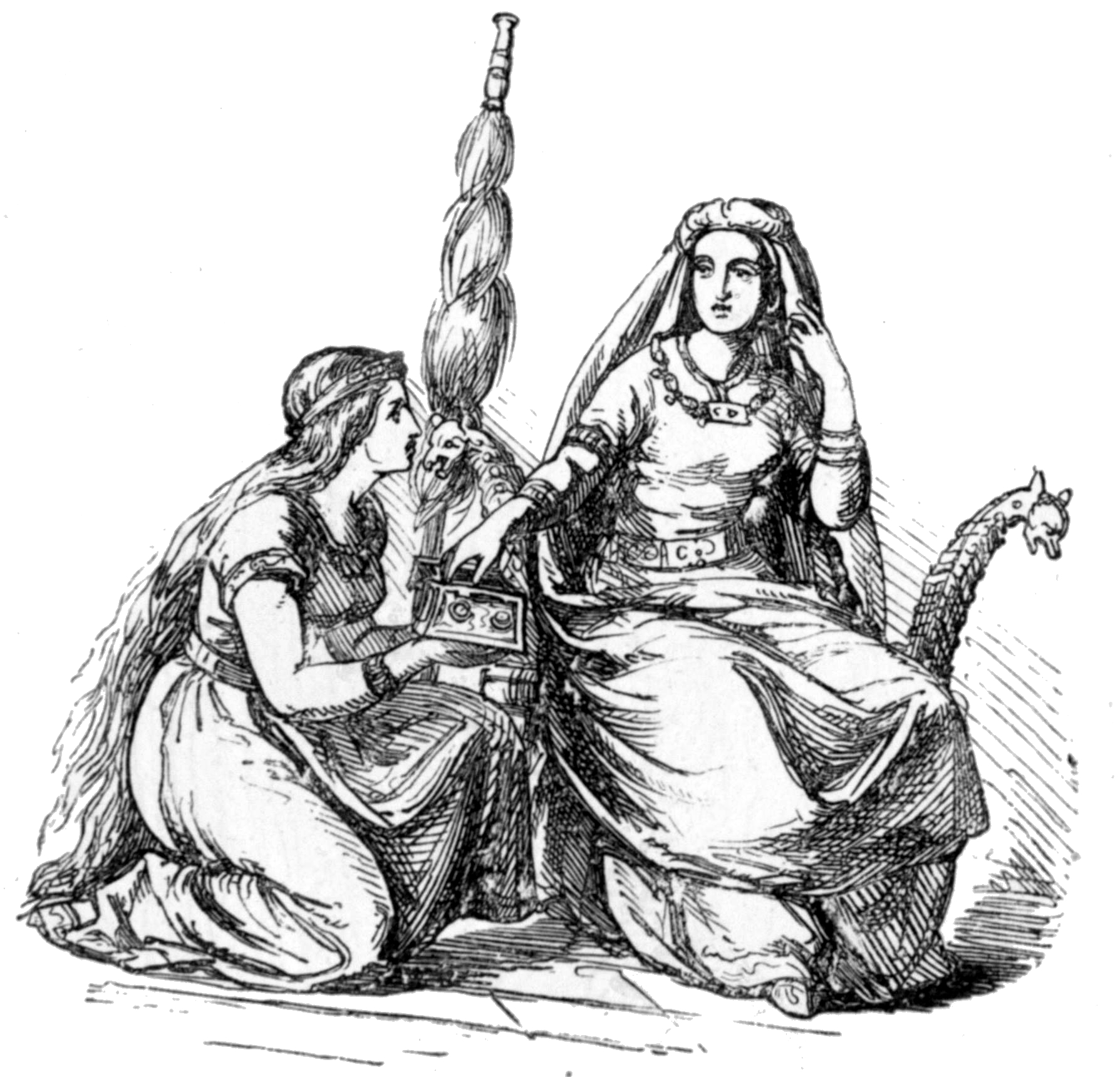
Frigg y una de sus ayudantes, presumiblemente Fulla

En la mitología nórdica, Fulla (o Fylla) es una divinidad femenina. Era una de las tres criadas de Frigg, juntos con Gna y Hlin, otros Æsir. Su nombre proviene del término fullr que significa completo, personificaba la abundancia y conseguía que las mujeres quedaran embarazadas. Según algunas autoridades era su hermana. A ella Frigg le confiaba su estuche de joyas. Era la encargada del atavío de su señora. Tenía el privilegio de ponerle sus zapatos de oro, le atendía en todas partes y era su confidente.
La Edda prosaica la describe así: "La quinta es Fulla, que también es virgen y va con el cabello suelto y una cinta de oro en torno a la cabeza; ella lleva el cofre de Figg, le cuida su calzado y conoce sus secretos".
A menudo le aconsejaba sobre la mejor manera de ayudar a los mortales que pedían la ayuda de Frigg.